# Paradiso (Ámsterdam)

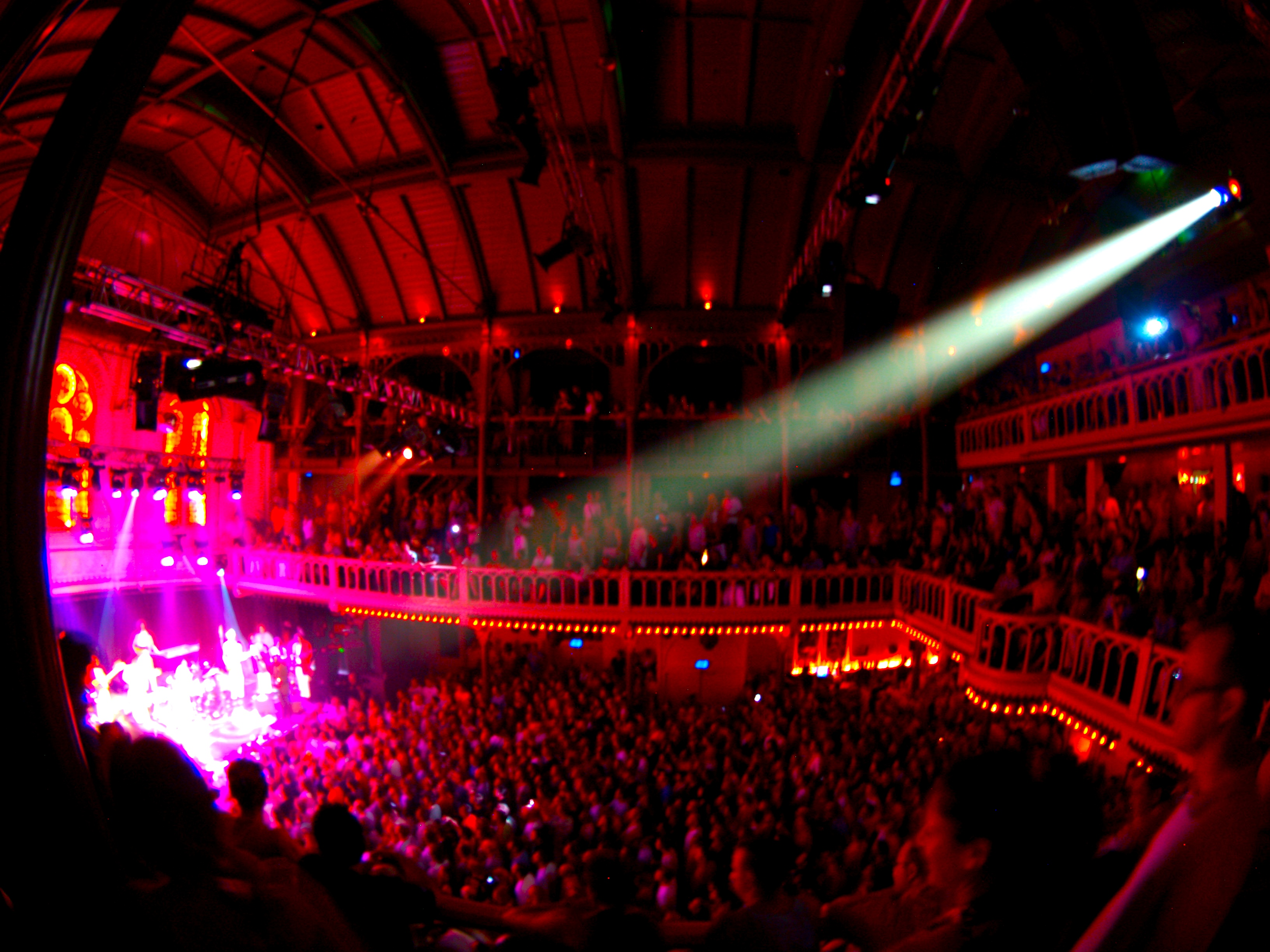
Sala Paradiso.

Paradiso es una sala de conciertos de Ámsterdam, Países Bajos. 
Algunos de los artistas que actuaron en esta sala: Azealia Banks 30 Seconds to Mars, Adele, Amy Winehouse, Arcade Fire, Arctic Monkeys, Death Grips, Autechre, Bad Brains, Billy Idol, Captain Beefheart, Chic, Chris Isaak, Cocteau Twins, Coldplay, Dave Matthews, David Bowie, DeWolff, Dr. John, Editors, Eels, Emilíana Torrini, Epica, Europe, Faithless, Fiction Plane, Florence and the Machine, Foo Fighters, Fugazi, Golden Earring, Guns N' Roses, Human League, Jamiroquai, Joe Jackson, John Cale, Joy Division, Keane, Lady Gaga, Lenny Kravitz, Loudness, Metallica, Muse, My Morning Jacket, Nick Cave and the Bad Seeds, Nightwish, Nine Inch Nails, Nirvana, Orbital, Pain of Salvation, Pearl Jam, Phish, Pink Floyd, Plaid, Primus, Prince, Radiohead, Ramones, Red Hot Chili Peppers, Riverside, Robbie Williams, Rollins Band, Rory Gallagher, Sex Pistols, Simple Minds, Soft Machine, Stereophonics, Suzanne Vega, The Cure, The Gathering, The Jam, The Police, The Velvet Underground, The Rolling Stones, Tool, Tracy Chapman, U2, UB40, "Weird Al" Yankovic, Willie Nelson Within Temptation y FKA twigs.